# A Quick Fix of Melancholy
A Quick Fix of Melancholy četvrti je EP norveškog sastava Ulver. Diskografska kuća Jester Records objavila ga je 26. kolovoza 2003. Produciran je u zimu 2002.

## O albumu
Kao prethodnik albumu Blood Inside, A Quick Fix of Melancholy prikazuje sposobnost sastava da besprijekorno kombinira ambijentalnu i elektroničku glazbu s orkestralnim elementima.
Tekst pjesme "Vowels" napisala je kanadska autorica Christiana Böka. Pjesma "Eitttlane" je prearanžman skladbe "Nattleite" s albuma Kveldssanger iz 1996.
U intervjuu za Modern Fix Kristoffer Rygg komentirao je: "A Quick Fix of Melancholy bio je naš način da se pokušamo vratiti pisanju pjesama ili nečemu što sliči pjesmama i također saznati gdje želimo stvari odvesti. Mislim da nakon svog rada s filmom, koji je na neki način estetski fiksiran, na kraju smo snimili Blood Inside."

## Popis pjesama
| 1.    | »Little Blue Bird«                   | 6:35 |
| 2.    | »Doom Sticks«                        | 4:40 |
| 3.    | »Vowels«                             | 6:18 |
| 4.    | »Eitttlane« (instrumentalna skladba) | 5:22 |
| 22:55 |                                      |      |

## Recenzije
Ocjenjujući EP 4/5, SputnikMusic je komentirao: "Za one koji dobro poznaju Ulvera, možda ste upoznati sa stalno prisutnim stanjem krize identiteta za koje se čini da plijeni glazbeni um Kristoffera Rygga, ali većini ovo stanje nikad prestaje zadovoljavati. Definitivno je jasno da je A Quick Fix… najava za Blood Inside."
Aversionline.com ocijenio je EP 7/10, komentirajući: "Početna pjesma "Little Blue Birds" jasno kaže da je ovaj EP puno drugačiji od prethodnih nekoliko, što se tiče njegovih orkestralnih sintesajzera i opernih vokala."
Global Domination ocijenio je EP 10/10, komentirajući: "Postoje trenuci općenito optimistične/zamišljene prirode, većina je to vrlo potištena glazba, koja ponekad prelazi u potpuno depresivnu. Instrumenti uključuju bubnjeve, violine, violončela, zvona neke vrste, trube, cijela hrpa drugih sranja koja na trenutke potiču euforičnu sanjarljivost, na nekima te jednostavno smute. Sve skupa čini jedno uzvišeno remek-djelo."

## Zasluge
| Ulver - Kristoffer "Trickster G." Rygg – vokal, programiranje - Tore Ylwizaker – programiranje - Jørn H. Sværen – programiranje | Ostalo osoblje - Rune Mortensen – dizajn, umjetnički smjer - Helene love – grafički dizajn - Audun Strype – mastering |